# Geodia boesraugi
Geodia boesraugi är en svampdjursart som beskrevs av Bösraug 1913. Geodia boesraugi ingår i släktet Geodia och familjen Geodiidae.